# Chromonephthea formosana
Chromonephthea formosana är en korallart som först beskrevs av Kükenthal 1903.  Chromonephthea formosana ingår i släktet Chromonephthea och familjen Nephtheidae. Inga underarter finns listade i Catalogue of Life.